# Kaio & Bruninho
Kaio e Bruninho foi uma dupla de sertanejo universitário e arrocha formada em Patos de Minas, Minas Gerais, Brasil, pelos amigos Kaio Matias Amaral Ferreira (Planalto-BA, 1990) e Bruno Menezes Santana (Patos de Minas-MG, 2005).

## Biografia
A dupla surgiu de maneira inusitada. Kaio, recém-chegado a Patos de Minas, vindo de Planalto, Bahia, foi convidado para dar aulas de dança a Bruninho. Durante os ensaios, os dois começaram a cantar juntos. Foi então que descobriram o talento de Kaio, que já tinha experiência não apenas na dança, mas também como cantor. Dessa parceria, nasceu a dupla.
O primeiro trabalho da dupla, intitulado "Arrocha que Ela Gosta", foi lançado na internet e alcançou grande sucesso, o que levou a dupla a participar de programas de TV em rede nacional.
Bruninho tinha como ídolo Gusttavo Lima, enquanto Kaio trazia consigo a influência do ritmo baiano, combinação que deu origem ao sucesso "Arrocha que Ela Gosta". Kaio, já experiente no cenário musical, destacava-se pela versatilidade, indo do axé ao rock. Bruninho, por sua vez, impressionava pela simpatia e energia nos palcos, conquistando públicos de todas as idades.
A diferença de idade entre os integrantes chamou a atenção da imprensa, representando um novo formato na música brasileira.

## Discografia
- 2013: Arrocha Que Ela Gosta (CD)

### Singles
- 2012: "Arrocha Que Ela Gosta"
- 2013: "Será Que Vai Rolar?" (part. Lucas Lucco)
- 2013: "Rebola"
- 2013: "As Mina Para e Pira"
- 2014: "Tigrão Gostoso" (part. Banda Abrakadabra)